# David Huband
 (mai 2025).
La mise en forme du texte ne suit pas les recommandations de Wikipédia : il faut le « wikifier ».
Les points d'amélioration suivants sont les cas les plus fréquents. Le détail des points à revoir est peut-être précisé sur la page de discussion.
- Les titres sont pré-formatés par le logiciel. Ils ne sont ni en capitales, ni en gras.
- Le texte ne doit pas être écrit en capitales (les noms de famille non plus), ni en gras, ni en italique, ni en « petit »…
- Le gras n'est utilisé que pour surligner le titre de l'article dans l'introduction, une seule fois.
- L'italique est rarement utilisé : mots en langue étrangère, titres d'œuvres, noms de bateaux, etc.
- Les citations ne sont pas en italique mais en corps de texte normal. Elles sont entourées par des guillemets français : « et ».
- Les listes à puces sont à éviter, des paragraphes rédigés étant largement préférés. Les tableaux sont à réserver à la présentation de données structurées (résultats, etc.).
- Les appels de note de bas de page (petits chiffres en exposant, introduits par l'outil «  Source ») sont à placer entre la fin de phrase et le point final[comme ça].
- Les liens internes (vers d'autres articles de Wikipédia) sont à choisir avec parcimonie. Créez des liens vers des articles approfondissant le sujet. Les termes génériques sans rapport avec le sujet sont à éviter, ainsi que les répétitions de liens vers un même terme.
- Les liens externes sont à placer uniquement dans une section « Liens externes », à la fin de l'article. Ces liens sont à choisir avec parcimonie suivant les règles définies. Si un lien sert de source à l'article, son insertion dans le texte est à faire par les notes de bas de page.
- La présentation des références doit suivre les conventions bibliographiques. Il est recommandé d'utiliser les modèles {{Ouvrage}}, {{Chapitre}}, {{Article}}, {{Lien web}} et/ou {{Bibliographie}}. Le mode d'édition visuel peut mettre en forme automatiquement les références.
- Insérer une infobox (cadre d'informations à droite) n'est pas obligatoire pour parachever la mise en page.

Pour une aide détaillée, merci de consulter Aide:Wikification.
Si vous pensez que ces points ont été résolus, vous pouvez retirer ce bandeau et améliorer la mise en forme d'un autre article.
David Huband est un acteur et scénariste canadien né en 1958 à Winnipeg (Canada).

## Biographie
Né à Winnipeg, au Manitoba, Huband a été membre de la troupe de comédies Illustrated Men de 1984 à 1995. Auparavant, il était membre de The Second Mainstage Company, où il a participé à deux revues. Huband est également apparu en tant qu'Estragon dans la production à succès de Waiting For Godot de Illustrated Men, sur la scène canadienne. Il a joué dans des théâtres régionaux partout au Canada, tels que le Manitoba Theatre Centre, le Prairie Theatre Exchange, le Theatre New Brunswick, le Arbor Theatre et le Stratford Festival, où il a interprété Demetrius dans le Songe d'une nuit d'été. On peut voir Huband dans les films The Ladies Man, Tommy Boy, The Diamond Fleece, Police Academy 3: Back in Training et That Old Feeling, réalisé par Carl Reiner. Il a également joué dans de nombreuses émissions télévisées, notamment Traders et The Red Green Show, ainsi que dans plusieurs téléfilms tels que Dirty Pictures, The Jesse Ventura Story, Ultimate Deception, Lessons In Love et Holiday Affair. Huband a également travaillé à la voix pour plusieurs séries télévisées d'animation telles que Piggsburg Pigs !, Sailor Moon, Birdz, Pelswick et The Adventures of Tintin. Huband était un habitué de la série sur The Newsroom et a également joué dans Foolish Heart de Ken Finkleman et dans Foreign Objects de M. Finkleman. Huband est également un habitué du rapport Rick Mercer. Il a joué un rôle principal important dans la mini-série à succès de la BBC, The State Within et a également joué un rôle principal dans le téléfilm Escape from the Newsroom. On peut également le voir dans les longs métrages Wrong Turn, Cube Zero, Cinderella Man, interprété par Russell Crowe, et plus récemment dans Breach, Hank and Mike et The Lookout. Le dernier film de Huband était Dream House en 2011 avec Daniel Craig.

## Filmographie

### comme acteur
- 1986 : Police Academy 3 : Instructeurs de choc (Police Academy 3: Back in Training) : Cadet Hedges
- 1992 : The Diamond Fleece (TV) : Cheston
- 1993 : J.F.K.: Reckless Youth (TV) : Photographer
- 1994 : Femmes en prison (Against Their Will: Women in Prison) (TV) : Dr. Roge
- 1994 : La Mort au bout du chemon (Fatal Vows: The Alexandra O'Hara Story) (TV) : Racine
- 1994 : RoboCop (série télévisée, 22 épisodes) : Jerry
- 1995 : Le Courage d'un con (Tommy Boy) : Gas Attendant
- 1995 : Almost Golden: The Jessica Savitch Story (TV) : Engineer Craig
- 1996 : No One Could Protect Her : Dr. Ceyes
- 1996 : Voies de fait (What Kind of Mother Are You?) : William Gilmer
- 1996 : Conundrum (TV) : Shecky Bernstein
- 1996 : The Newsroom (série télévisée) : Bruce (unknown episodes)
- 1996 : Un Noël inoubliable (Holiday Affair) (TV)
- 1997 : Seven Gates : David
- 1997 : C'est ça l'amour? (That Old Feeling) : Cop
- 1997 : Chair de poule (Goosebumps) (TV) : Tony (1 épisode)
- 1998 : Motel : Buckland
- 1998 : Birdz (série télévisée) : Morty Storkowitz (voix)
- 1998 : Sale temps pour les maris (Dead Husbands) (TV) : Warm-Up Guy
- 1999 : Au-delà de l'obsession (Ultimate Deception) (TV) : Stan
- 1999 : The Jesse Ventura Story (TV) : Skip Humphrey
- 1999 : Ricky Nelson: Original Teen Idol (TV) : Hardware Convention M.C.
- 2000 : Chez amore : Oscar
- 2000 : Fréquence interdite (Frequency) : Lounge Bartender
- 2000 : Un homme à femmes (The Ladies Man) de Reginald Hudlin : Frank
- 2000 : Dirty Pictures (TV) : Sirkin
- 2000 : Pelswick (série télévisée) : Vice Principal Zeigler (unknown episodes)
- 2001 : Truth in Advertising : Bob Willikers
- 2001 : Les Pieds sur terre (Down to Earth) : Maitre'd - Serge
- 2001 : Attirance fatale : Qui a tué Anne-Marie F. ? (And Never Let Her Go) (TV) : Michael Longwill
- 2002 : À force de volonté (The Red Sneakers) (TV) : Sportswork Photographer
- 2002 : RFK (TV) : Reporter
- 2002 : Monk - (série télévisée) - Saison 1, épisode 5 (Monk va à la fête foraine (Mr. Monk Goes to the Carnival) ) : le juge au procès de Kirk
- 2002 : Ace Lightning (série télévisée) : Coach (unknown episodes)
- 2002 : Escape from the Newsroom (TV) : Bruce
- 2003 : Détour mortel (Wrong Turn) : Trooper
- 2003 : Love, Sex and Eating the Bones : Xavier MacDonald
- 2003 : The Republic of Love : Sammy
- 2004 : Dead Lawyers (TV) : Artemis Jones
- 2004 : Peep and the Big Wide World (série télévisée) : Blue Jay / Porcupine
- 2004 : The Straitjacket Lottery : Ralph Stipes
- 2004 : Cube Zero : Dodd
- 2005 : De l'ombre à la lumière (Cinderella Man) : Ford Bond
- 2005 : Terry (TV) : Rolly Fox
- 2006 : The Buck Calder Experience (TV) : Buck Calder

### comme scénariste
- 1997 : Seven Gates